# میرزا علی واعظ زاده

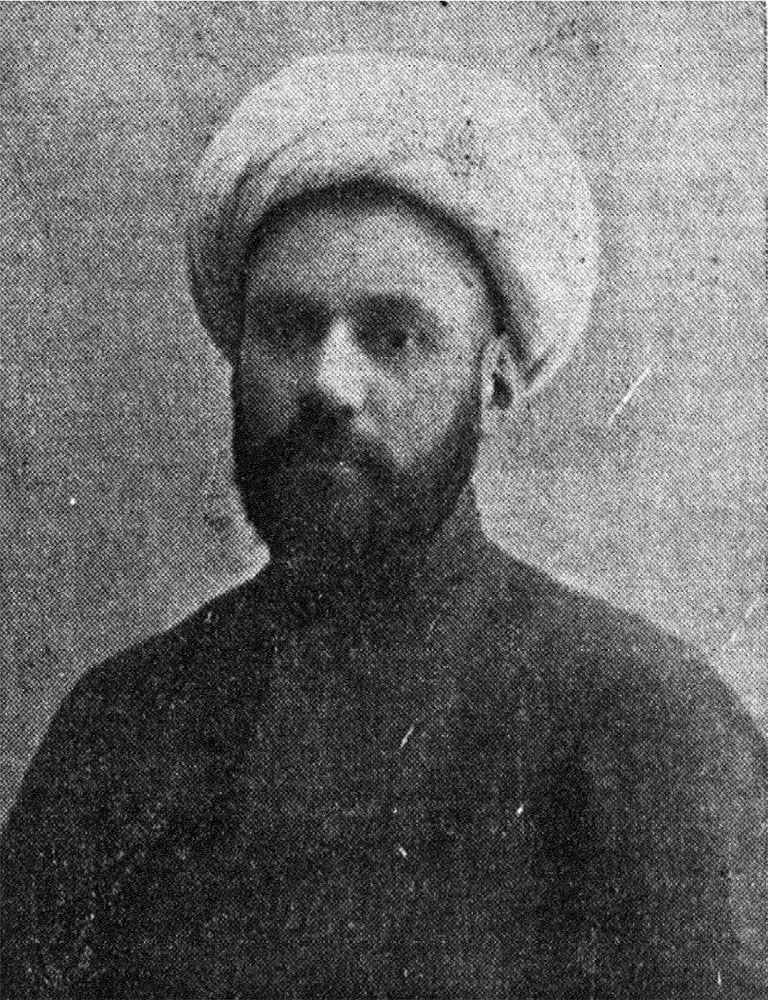
میرزا علی واعظ

میرزا علی واعظ زاده کارمند سابق ساواک است که پس از مهاجرت به کانادا و سکونت در شهر وینیپگ بررسی پرونده وی به مدت ۲۴ سال نهایتاً در آذر ۱۴۰۰ از کانادا اخراج شده و به ایران استرداد گردید. وی به همراه خانواده خود در سال ۱۹۹۷ به کانادا مهاجرت کرده بود. اداره مهاجرت کانادا می‌گوید که او از جنایات ساواک اطلاع داشته‌است و در سالهای ۱۹۶۴ تا ۱۹۷۰ کارمند ساواک بوده‌است و پرونده حدود ۲۰ هزار نفر را بررسی و ۸ هزار نفر را به مقامات اطلاعاتی ارجاع داده‌است درحالی‌که می‌دانسته‌است که برخی در معرض شکنجه، بد رفتاری و حتی مرگ توسط ساواک هستند خانواده وی می‌گویند که مشارکت وی در فعالیت‌های ساواک بسیار کم بوده‌است و وی پس از آگاهی از آنچه در ساواک می‌گذرد کنار کشیده‌است. درخواست مهاجرت همسر وی در سال ۲۰۰۳ پذیرفته شد اما درخواست خود او رد شد. دادگاه فدرال کانادا نیز درخواست تجدید نظر در حکم صادر شده در سال ۲۰۱۷ را رد کرد و استرداد وی را تأیید کرد. مقامات اداره مهاجرت کانادا گفته‌اند که تصمیمات برای اخراج یک فرد به سادگی گرفته نمی‌شود اما پس از صدور حکم، باید بلافاصله اجرا شود.

## واکنش دولت ایران
سخنگوی دولت ایران دربارهٔ استرداد وی گفت: «مردم ایران منتظر استرداد مجرمین مالی ایرانی ساکن در کانادا و بازگشت اموال عمومی به تاراج رفته هستند.»

## واکنش رسانه‌های ایران
رسانه‌های داخل ایران استرداد یک ساواکی ۸۵ ساله به ایران و عدم استرداد سرمایه داران متهم به اختلاس و فساد مالی همچون خاوری و مرجان شیخ‌الاسلامی آل آقا را اقدامی مسخره و مضحک توسط دولت کانادا توصیف کردند. ایران بارها خواستار استرداد اختلاس گران و مفسدان مالی که به کانادا گریخته‌اند شده‌است.
وبگاه ایرانی عصر ایران در مقاله ای با تیتر «میرزاعلی مال خودتان؛ خاوری را بدهید» نوشت: «در نقض حقوق انسانی توسط عوامل سازمان اطلاعات و امنیت رژیم پهلوی تردیدی نیست اما در حسن نیت کانادا در دفاع از حقوق بشر تردیدهای جدی وجود دارد.»